# فرودگاه اسمولنسک شمالی
فرودگاه اسمولنسک شمالی (به انگلیسی: Smolensk North Airport) یک فرودگاه نظامی-غیرنظامی است که یک باند فرود بتن دارد و طول باند آن ۲۵۰۰ متر است. این فرودگاه در شهر اسمولنسک کشور روسیه قرار دارد و در ارتفاع ۲۵۰ متری از سطح دریا واقع شده است.